# Шанси є
«Шанси є» («Chances Are») — американська романтична комедія 1989 року, знята режисером Емілем Ардоліно.

## Сюжет
Шістдесяті роки XX століття… Двоє молодих людей, Луї (Крістофер Мак-Дональд ) і Корін (Сібілл Шеперд), одружуються через велике кохання. Однак їхня сімейна ідилія триває недовго, Луї гине внаслідок нещасного випадку на дорозі й опиняється на небесах. Там, нагорі, Луї намагається зробити все можливе, щоб небесна канцелярія дозволила йому повернутися на землю, до своєї дружини. Такий дозвіл він отримує, однак… повертається до життя в зовсім іншому втіленні — в тілі новонародженого немовляти (на ім'я Алекс Фінч), і в зовсім іншій родині. Корін, залишившись одна, протягом довгих десятиліть не може забути свого чоловіка. Не бажаючи знайомитися з іншими чоловіками, вона живе пам'яттю про минуле, ростить доньку Міранду (Мері Стюарт Мастерсон). Тим часом Алекс (Роберт Дауні (молодший)) стає зовсім дорослим, йому вже виповнилося 22 роки. Щасливий випадок зводить Алекса з його «колишньою» сім'єю. Не підозрюючи про те, що він має до цих людей якийсь стосунок, він закохується в Міранду, дочку Корін. Однак поступово в його свідомості щось починає прояснюватися, він згадує подробиці свого «минулого» життя. Результатом цього стає маса пікантних непорозумінь…

## У ролях
- Сібілл Шеперд — Корінн Джеффріс
- Роберт Дауні (молодший) — Алекс Фінч/Луї Джеффріс
- Раян О'Ніл — Філіп Трейн
- Мері Стюарт Мастерсон — Міранда Джеффріс
- Крістофер Мак-Дональд — Луї Джеффріс
- Джозеф Соммер — суддя Фенвік
- Джо Гріфазі — Омар
- Гендерсон Форсайт — Бен Бредлі
- Френ Раян — Мейвіс Талмадж
- Джеймс Нобл — доктор Бейлі
- Марк Макклюр — Річард
- Сьюзен Раттан — жінка в книгарні
- Мімі Кеннеді — Саллі
- Кетлін Фрімен — місіс Генді
- Денніс Патрік — Арчібальд Блер
- Мартін Гарнер — містер Целлербах
- Джанні Руссо — Ентоні Боніно
- Лестер Ланін — диригент

## Знімальна група
- Режисер — Еміль Ардоліно
- Сценарій — Перрі Гауз, Ренді Гауз
- Продюсер — Майк Лобелл
- Оператор — Вільям А. Фрейкер
- Композитор — Моріс Жарр
- Монтаж — Гаррі Керамідас